# Реннике, Франк
Франк Реннике, нем. Frank Rennicke; род. 18 декабря 1964, Машероде) — немецкий певец-бард, известный своими крайне правыми взглядами и неонацистской тематикой в творчестве.

## Биография
Член Национал-демократической партии, был также членом «Викинг-югенда» вплоть до запрета организации в 1994 году. Подписывал петиции в защиту отрицателя Холокоста Эрнста Цюнделя. Основатель и член «Союза за реабилитацию жертв преследования за отрицание Холокоста» (Verein zur Rehabilitierung der wegen Bestreitens des Holocaust Verfolgten), куда также входит Цюндель и ряд других видных деятелей крайне правого крыла, в том числе вдова генерал-майора О.-Э. Ремера, руководившего в 1944 г. подавлением антигитлеровского заговора.
В ноябре 2000 г. приговорён условно к 10 месяцам заключения за «подстрекательство» судом магистрата Бёблинген. После обжалования Штутгартский суд увеличил срок до 17 месяцев, однако оставил его условным.
В 2009 г. Национал-демократическая партия Германии и Немецкий народный союз выдвинули его на пост Президента Германии, однако Реннике получил лишь 4 голоса из 1224 (только от этих партий).
Франк Реннике был приговорён к 17 месяцам тюрьмы условно, его жена Ута, которая принимала участие в распространении его творчества, получила пять месяцев условно. К тому же суд конфисковал многочисленные компакт-диски и кассеты Реннике и 36 000 евро, полученных от их продажи.

## Дискография
-Protestnoten für Deutschland-1987-

### Песни
Реннике поет и играет на гитаре. Основной стиль Political Folk и Protest Songs.
Несмотря на то, что на его стиль во многом повлияли традиции левых «лидермахеров», занимает крайне правые позиции, в своих песнях героизирует подвиги вермахта и поведение национал-социалистических защитников Германии в 1945 году, отрицает современные границы Германии. Часто выступает на демонстрациях националистов. Федеральным департаментом по контролю за произведениями некоторые песни отнесены к вредным, наносящим ущерб молодёжи.